# Stefanie Schwaiger
Stefanie Schweiger (Allentsteig, 7 agosto 1986) è una giocatrice di beach volley austriaca.

## Biografia
Da sempre in coppia con la sorella maggiore Doris, eccezion fatta per alcuni tornei a livello giovanile, ha debuttato nel circuito professionistico internazionale il 30 luglio 2003 a Klagenfurt, in Austria, piazzandosi in 25ª posizione. Il 30 agosto 2008 è salita per la prima vittoria sul podio in una tappa del World tour a Kristiansand, in Norvegia.
Ha disputato due edizioni dei Giochi olimpici: a Pechino 2008 ed a Londra 2012, entrambe le volte si è classificata al quinto posto e sempre in coppia con la sorella.
Ha preso parte altresì a cinque edizioni dei campionati mondiali ottenendo come miglior risultato il quinto posto in due occasioni: a Stavanger 2009 ed a Stare Jabłonki 2013.
Nei campionati iridati giovanili ha conquistato una medaglia di bronzo ai  mondiali juniores a Rio de Janeiro 2005.
A livello europeo, sempre nelle categorie giovanili, può vantare due medaglie d'argento nella categoria juniores a Capodistria 2004 con la sorella Doris ed a Tel Aviv 2005 in coppia con Magdalena Jirak ed una di bronzo in quelli under-23 a Sankt Pölten 2006.

## Palmarès

### Campionati mondiali juniores
- 1 bronzo: a Rio de Janeiro 2005

### Campionati europei under-23
- 1 bronzo: a Sankt Pölten 2006

### Campionati europei juniores
- 2 argenti: a Capodistria 2004 ed a Tel Aviv 2005

### World tour
- 5 podi: 3 secondi posti e 2 terzi posti